# Svarttjärnen (Mora socken, Dalarna)
Svarttjärnen är en sjö i Mora kommun i Dalarna och ingår i Dalälvens huvudavrinningsområde. Sjön har en area på 0,142 kvadratkilometer och ligger 438,8 meter över havet. Sjön avvattnas av vattendraget Gopalån.

## Delavrinningsområde
Svarttjärnen ingår i det delavrinningsområde (677289-140790) som SMHI kallar för Inloppet i Östra Gopalsjön. Medelhöjden är 459 meter över havet och ytan är 7,32 kvadratkilometer. Det finns inga avrinningsområden uppströms utan avrinningsområdet är högsta punkten. Gopalån som avvattnar avrinningsområdet har biflödesordning 2, vilket innebär att vattnet flödar genom totalt 2 vattendrag innan det når havet efter 346 kilometer. Avrinningsområdet består mestadels av skog (86 procent). Avrinningsområdet har 0,44 kvadratkilometer vattenytor vilket ger det en sjöprocent på 5,9 procent.